# Caussou
Caussou település Franciaországban, Ariège megyében. Lakosainak száma 47 fő (2022. január 1.). Caussou Bestiac, Ignaux, Prades, Tignac és Vaychis községekkel határos.

## Népesség
A település népessége az elmúlt években az alábbi módon változott:
| Lakosok száma | 145  | 95   | 72   | 70   | 61   | 65   | 54   | 47   | 45   | 47   |
|               | 1968 | 1982 | 1990 | 2006 | 2013 | 2015 | 2017 | 2019 | 2020 | 2022 |